# Jagdstaffel 43
La Jagdstaffel 43 (in tedesco: Königlich Preußische Jagdstaffel Nr 43, abbreviato in Jasta 43) era una squadriglia (staffel) da caccia della componente aerea del Deutsches Heer, l'esercito dell'Impero tedesco, durante la prima guerra mondiale (1914-1918).

## Storia
La Jagdstaffel 43 venne fondata il 6 dicembre 1917 presso il Flieger-Abteilung (dipartimento di aviazione) 4 di Posen e divenne operativa il 18 dicembre. Due giorni più tardi venne assegnata alla Armee-Abteilung A. Il 2 febbraio 1918 l'unità fu trasferita agli ordini della 19ª Armata dove, il 9 febbraio, ottenne la prima vittoria aerea. Il 3 aprile fu trasferita nella zona operativa della 6ª Armata, dove rimase fino al termine della guerra.
Guido Schobinger fu l'ultimo Staffelführer (comandante) della Jagdstaffel 43 dal 2 novembre 1918 fino alla fine della guerra.
Alla fine della prima guerra mondiale alla Jagdstaffel 43 vennero accreditate 35 vittorie aeree, di cui 2 per l'abbattimento di palloni da osservazione. Di contro, la squadriglia perse 6 piloti, uno fu fatto prigioniero di guerra, 2 piloti rimasero feriti in incidente di volo e 5 furono feriti in azione.

## Lista dei comandanti della Jagdstaffel 43
Di seguito vengono riportati i nomi dei piloti che si succedettero al comando della Jagdstaffel 43.
| Grado        | Nome             | Periodo                            |
| ------------ | ---------------- | ---------------------------------- |
|              | Wilhelm Flecken  | 6 dicembre 1917 - xx maggio 1918   |
| Oberleutnant | Adolf Gutknecht  | xx maggio 1918 - 2 novembre 1918   |
|              | Guido Schobinger | 2 novembre 1918 - 11 novembre 1918 |

## Lista delle basi utilizzate dalla Jagdstaffel 43
- Montingen, vicino a Metz: 21 dicembre 1917
- Morhange: 9 marzo 1918
- Avelin, Francia: 3 aprile 1918
- Gondecourt, Francia
- Haubourdin, Francia
- Seclin, Francia
- Grand Metz
- Cysoing, Francia
- Berghem, Belgio

## Lista degli aerei utilizzati dalla Jagdstaffel 43
- Fokker D.VII
- Pfalz D.XII